# پلی میکسین

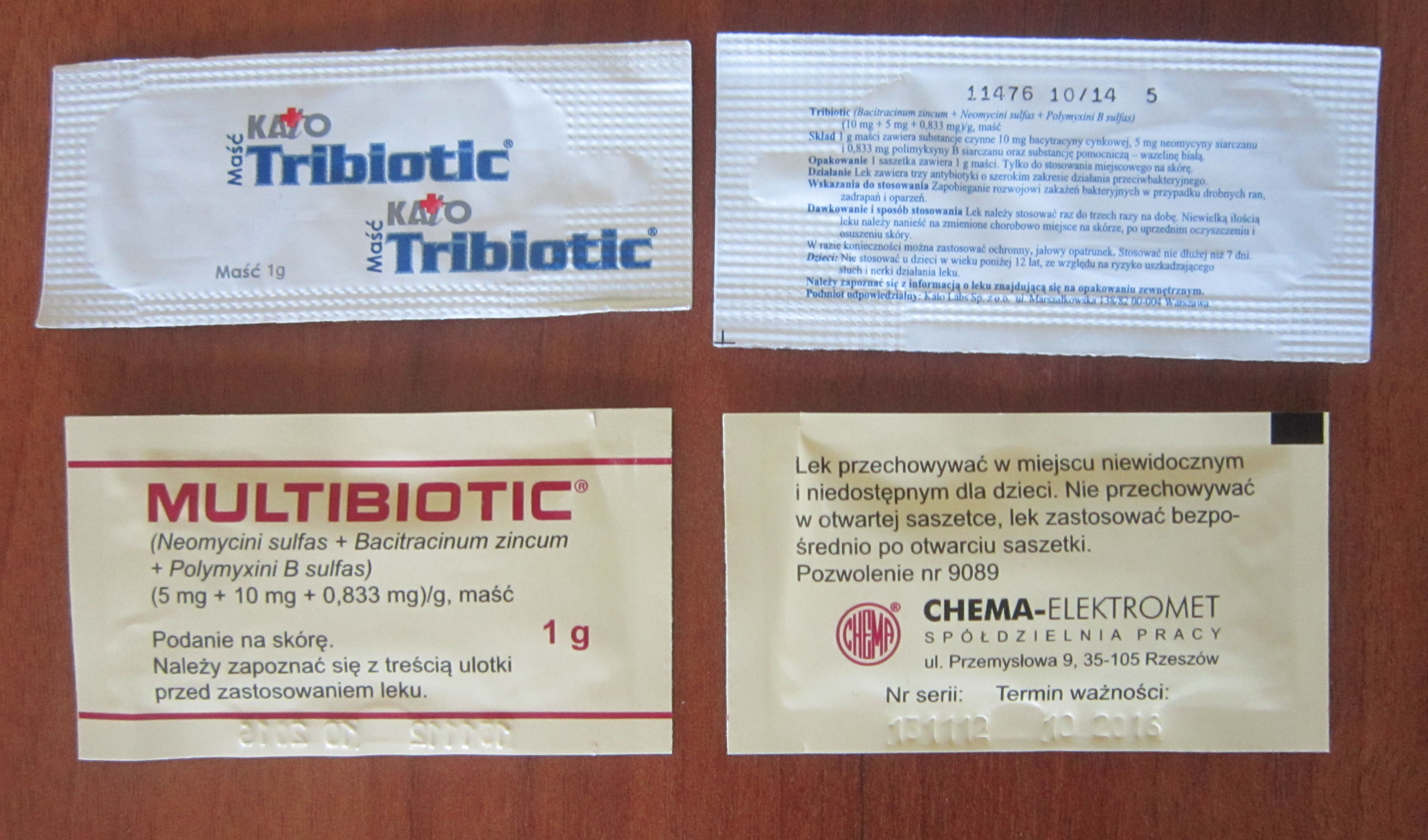
نمایی از بستهٔ دارویی پلی میکسین (پشت و رو)

پلی میکسین (به انگلیسی: Polymyxin)
رده درمانی: آنتی‌بیوتیک موضعی
اشکال دارویی: قطره

## موارد مصرف
قطره گوشی پلی میکسین اصولاً جهت درمان عفونت گوش خارجی (باکتری‌های گرم منفی) بکار می‌رود. قطره چشمی آن در درمان عفونت چشمی و میکروب‌های مقاوم در ملتحمه و قرنیه چشم مصرف می‌شود. به‌صورت ترکیب در قطره پلی میکسین با نئومایسین و هیدروکورتیزون نیز مصرف می‌شود.

## مکانیسم اثر
پلی میکسین B به لیپید A در LPS و همچنین به فسفولیپیدها متصل می‌شود، هرچند که ترجیحاً به لیپید A متصل می‌شود. این آنتی‌بیوتیک، غشای خارجی باکتری‌های گرم منفی را تخریب می‌کند. از آنجایی که غشای سلولی در باکتری‌های گرم مثبت در معرض قرار نگرفته (کپسول دارند)، پلی میکسین فعالیت کمی علیه آن‌ها دارد. این آنتی‌بیوتیک یک داروی سمی برای سلول‌های انسانی است چون غشای سلولی یوکاریوتی را هم لیز می‌کند به همین دلیل، مصرف بالینی محدود و فقط موضعی دارد.

## عوارض جانبی
سرگیجه , ضایعات پوستی و مشکلات کلیوی از عوارض عمده آن است.